# Europese kampioenschappen turnen 2016
De Europese kampioenschappen turnen 2016 worden gehouden in de PostFinance-Arena in Bern, Zwitserland. De mannen turnen van 25 mei tot en met 29 mei 2016 en de vrouwen turnen van 1 juni tot en met 5 juni 2016.

## Programma
| Q | Kwalificaties | Goud | Finale |

### Mannen
| Senioren             |  |  |    |    |   |   |    |
| Kwalificaties        |  |  |    | Q0 |   |   |    |
| Meerkamp Team        |  |  |    |    |   | 0 |    |
| Paard (voltige)      |  |  |    |    |   |   | 0  |
| Ringen               |  |  |    |    |   |   | 0  |
| Vloer                |  |  |    |    |   |   | 0  |
| Brug                 |  |  |    |    |   |   | 0  |
| Rekstok              |  |  |    |    |   |   | 0  |
| Sprong               |  |  |    |    |   |   | 0  |
| Junioren             |  |  |    |    |   |   |    |
| Kwalificaties        |  |  | Q0 |    |   |   |    |
| Meerkamp Team        |  |  | 0  |    |   |   |    |
| Meerkamp Individueel |  |  |    |    | 0 |   |    |
| Paard (voltige)      |  |  |    |    |   |   | 0  |
| Ringen               |  |  |    |    |   |   | 0  |
| Vloer                |  |  |    |    |   |   | 0  |
| Brug                 |  |  |    |    |   |   | 0  |
| Rekstok              |  |  |    |    |   |   | 0  |
| Sprong               |  |  |    |    |   |   | 0  |
| Totaal               |  |  | 2  | 1  | 1 | 1 | 12 |

### Vrouwen
| Onderdeel            | 30 mei | 31 mei | 1 juni | 2 juni | 3 juni | 4 juni | 5 juni |
| -------------------- | ------ | ------ | ------ | ------ | ------ | ------ | ------ |
| Senioren             |        |        |        |        |        |        |        |
| Kwalificatie         |        |        |        | Q0     |        |        |        |
| Meerkamp Team        |        |        |        |        |        | 0      |        |
| Brug ongelijk        |        |        |        |        |        |        | 0      |
| Sprong               |        |        |        |        |        |        | 0      |
| Balk                 |        |        |        |        |        |        | 0      |
| Vloer                |        |        |        |        |        |        | 0      |
| Junioren             |        |        |        |        |        |        |        |
| Kwalificatie         |        |        | Q0     |        |        |        |        |
| Meerkamp Team        |        |        | 0      |        |        |        |        |
| Meerkamp Individueel |        |        |        |        | 0      |        |        |
| Brug ongelijk        |        |        |        |        |        |        | 0      |
| Sprong               |        |        |        |        |        |        | 0      |
| Balk                 |        |        |        |        |        |        | 0      |
| Vloer                |        |        |        |        |        |        | 0      |
| Totaal               |        |        | 2      | 1      | 1      | 1      | 8      |

## Medailles

### Senioren

#### Mannen
| Onderdeel       | Goud | Goud                                                                             | Zilver  | Zilver                                                                 | Brons | Brons                                                                     |
| --------------- | ---- | -------------------------------------------------------------------------------- | ------- | ---------------------------------------------------------------------- | ----- | ------------------------------------------------------------------------- |
| Meerkamp Team   | RUS  | Denis Abliazin David Beljavskij Nikita Ignatyev Nikolai Kuksenkov Nikita Nagorny | GBR     | Daniel Purvis Louis Smith Kristian Thomas Courtney Tulloch Nile Wilson | SUI   | Christian Baumann Pablo Braegger Benjamin Gischard Oliver Hegi Eddy Yusof |
| Vloer           | RUS  | Nikita Nagorny                                                                   | ROU     | Marian Dragulescu                                                      | ISR   | Alexander Shatilov                                                        |
| Paard (voltige) | ARM  | Harutyun Merdinyan                                                               | RUS     | David Beljavskij                                                       | SUI   | Christian Baumann                                                         |
| Ringen          | GRE  | Eleftherios Petrounias                                                           | ARM RUS | Vahagn Davtyan Denis Abliazin                                          |       | -                                                                         |
| Sprong          | UKR  | Oleg Vernjajev                                                                   | ARM ROU | Artur Davtyan Marian Dragulescu                                        |       | -                                                                         |
| Brug            | RUS  | David Beljavskij                                                                 | UKR     | Oleg Vernjajev                                                         | GER   | Marcel Nguyen                                                             |
| Rekstok         | GBR  | Nile Wilson                                                                      | GBR     | Kristian Thomas                                                        | RUS   | David Beljavskij                                                          |

#### Vrouwen
| Onderdeel     | Goud | Goud                                                                                   | Zilver | Zilver                                                                     | Brons | Brons                                                              |
| ------------- | ---- | -------------------------------------------------------------------------------------- | ------ | -------------------------------------------------------------------------- | ----- | ------------------------------------------------------------------ |
| Meerkamp Team | RUS  | Kseniia Afanaseva Angelina Melnikova Aliya Mustafina Seda Tutkhalian Daria Spiridonova | GBR    | Rebecca Downie Elissa Downie Claudia Fragapane Ruby Harrold Gabrielle Jupp | FRA   | Marine Boyer Marine Brevet Loan His Oreane Lechenault Alison Lepin |
| Sprong        | SUI  | Giulia Steingruber                                                                     | GBR    | Elissa Downie                                                              | RUS   | Kseniia Afanaseva                                                  |
| Brug ongelijk | GBR  | Rebecca Downie                                                                         | RUS    | Daria Spiridonova                                                          | RUS   | Aliya Mustafina                                                    |
| Balk          | RUS  | Aliya Mustafina                                                                        | FRA    | Marine Boyer                                                               | ROU   | Catalina Ponor                                                     |
| Vloer         | SUI  | Giulia Steingruber                                                                     | GBR    | Elissa Downie                                                              | ROU   | Catalina Ponor                                                     |

#### Medaillespiegel

##### Mannen
| Plaats | Land                | Goud | Zilver | Brons | Totaal |
| 1      | Rusland             | 3    | 1      | 2     | 6      |
| 2      | Armenië             | 1    | 2      | 0     | 3      |
| 2      | Verenigd Koninkrijk | 1    | 2      | 0     | 3      |
| 4      | Oekraïne            | 1    | 1      | 0     | 2      |
| 5      | Roemenië            | 0    | 2      | 0     | 2      |
| 6      | Zwitserland         | 0    | 0      | 2     | 2      |
| 7      | Griekenland         | 1    | 0      | 0     | 1      |
| 8      | Israël              | 0    | 0      | 1     | 1      |
| 8      | Duitsland           | 0    | 0      | 1     | 1      |

##### Vrouwen
| Plaats | Land                | Goud | Zilver | Brons | Totaal |
| 1      | Rusland             | 2    | 1      | 2     | 5      |
| 2      | Zwitserland         | 2    | 0      | 0     | 2      |
| 3      | Verenigd Koninkrijk | 1    | 3      | 0     | 4      |
| 4      | Frankrijk           | 0    | 1      | 1     | 2      |
| 5      | Roemenië            | 0    | 0      | 2     | 2      |

### Junioren

#### Mannen
| Onderdeel            | Goud | Goud                                                                      | Zilver | Zilver                                                                          | Brons | Brons                                                                       |
| -------------------- | ---- | ------------------------------------------------------------------------- | ------ | ------------------------------------------------------------------------------- | ----- | --------------------------------------------------------------------------- |
| Meerkamp Team        | GBR  | Joe Fraser Jamie Lewis Joshua Nathan Donell Osbourne Giarnni Regini-Moran | RUS    | Aleksandr Chicherov Ildar Iuskaev Andrei Makolov Sergei Naidin Maksim Sinichkin | SUI   | Andreas Gribi Robin Caillaud Kelvin Carvalho Baptiste Miette Antoine Pochon |
| Meerkamp Individueel | GBR  | Giarnni Regini-Moran                                                      | RUS    | Andrei Makolov                                                                  | GBR   | Joe Fraser                                                                  |
| Vloer                | GBR  | Giarnni Regini-Moran                                                      | RUS    | Andrei Makolov                                                                  | HUN   | Krisztian Boncser                                                           |
| Paard (voltige)      | RUS  | Sergei Naidin                                                             | IRL    | Rhys McClenaghan                                                                | GBR   | Joe Fraser                                                                  |
| Ringen               | GER  | Nick Klessing                                                             | ARM    | Artur Avetisyan                                                                 | RUS   | Ildar Iuskaev                                                               |
| Sprong               | RUS  | Andrei Makolov                                                            | GBR    | Giarnni Regini-Moran                                                            | UKR   | Maksym Ivanov                                                               |
| Brug                 | GBR  | Joe Fraser                                                                | GBR    | Giarnni Regini-Moran                                                            | UKR   | Eduard Yermakov                                                             |
| Rekstok              | RUS  | Andrei Makolov                                                            | SUI    | Moreno Kratter                                                                  | GBR   | Joe Fraser                                                                  |

#### Vrouwen
| Onderdeel            | Goud | Goud                                                                                    | Zilver  | Zilver                                                               | Brons | Brons                                                                    |
| -------------------- | ---- | --------------------------------------------------------------------------------------- | ------- | -------------------------------------------------------------------- | ----- | ------------------------------------------------------------------------ |
| Meerkamp Team        | RUS  | Elena Eremina Anastasiia Iliankova Uliana Perebinosova Angelina Simakova Varvara Zubova | GBR     | Taeja James Alice Kinsella Maisie Methuen Megan Parker Lucy Stanhope | ROU   | Alisia Botnaru Olivia Cimpian Ioana Crisan Carmen Ghiciuc Denisa Golgota |
| Meerkamp Individueel | RUS  | Elena Eremina                                                                           | SUI     | Lynn Genhart                                                         | ITA   | Martina Basile                                                           |
| Sprong               | ITA  | Martina Maggio                                                                          | ITA ROU | Martina Basile Denisa Golgota                                        |       | -                                                                        |
| Brug ongelijk        | RUS  | Anastasiia Iliankova                                                                    | RUS     | Uliana Perebinosova                                                  | FRA   | Lorette Charpy                                                           |
| Balk                 | RUS  | Anastasiia Iliankova                                                                    | GBR     | Alice Kinsella                                                       | RUS   | Elena Eremina                                                            |
| Vloer                | ROU  | Denisa Golgota                                                                          | GBR     | Alice Kinsella                                                       | RUS   | Uliana Perebinosova                                                      |

#### Medaillespiegel

##### Mannen
| Plaats | Land                | Goud | Zilver | Brons | Totaal |
| 1      | Verenigd Koninkrijk | 4    | 2      | 3     | 9      |
| 2      | Rusland             | 3    | 3      | 1     | 7      |
| 3      | Zwitserland         | 0    | 1      | 1     | 2      |
| 4      | Oekraïne            | 0    | 0      | 2     | 2      |
| 5      | Duitsland           | 1    | 0      | 0     | 1      |
| 6      | Ierland             | 0    | 1      | 0     | 1      |
| 6      | Armenië             | 0    | 1      | 0     | 1      |
| 8      | Hongarije           | 0    | 0      | 1     | 1      |

##### Vrouwen
| Plaats | Land                | Goud | Zilver | Brons | Totaal |
| 1      | Rusland             | 4    | 1      | 2     | 7      |
| 2      | Italië              | 1    | 1      | 1     | 3      |
| 2      | Roemenië            | 1    | 1      | 1     | 3      |
| 4      | Verenigd Koninkrijk | 0    | 3      | 0     | 3      |
| 5      | Zwitserland         | 0    | 1      | 0     | 1      |
| 6      | Frankrijk           | 0    | 0      | 1     | 1      |

## Belgische en Nederlandse deelname

### België
Senior Maxime Gentges nam als gevolg van een lichte blessure niet deel aan het EK en senior Daan Kenis werd vanwege een hielblessure vervangen door Bram Louwije. Ook junior Iliaz Pyncket nam niet deel aan het toernooi als gevolg van een blessure en werd vervangen door Justin Pesesse.
Voor België is geen volledig dames senioren team afgevaardigd. De Belgische dames hadden zich bij het test event in april kwalificeerde voor het team onderdeel voor de Olympische Zomerspelen 2016 in augustus. Daarom werd ervoor gekozen alleen dames te laten turnen op het EK, die niet hadden deelgenomen aan het test event.

#### Senioren

##### Mannen
- Luka van den Keybus
- Jimmy Verbaeys
- Siemon Volkaert
- Dennis Goossens
- Bram Louwije

##### Vrouwen
- Nina Derwael
- Julie Meyers
- Gaëlle Mys
- Cindy Vandenhole

#### Junioren

##### Mannen
- Ward Claeys
- Jonas Delvael
- Noah Kuavita
- Takumi Onoshima
- Justin Pesesse

##### Vrouwen
- Manon Muller
- Myrthe Potoms
- Maellyse Brassart
- Rinke Santy
- Dimphna Senders

### Nederland
Voor Nederland is geen volledig mannen senioren en dames senioren team afgevaardigd. Ook zij hebben zich voor het team onderdeel geplaatst voor de Olympische Zomerspelen 2016. Hierdoor turnden tijdens dit EK alleen mannen (Yuri van Gelder) die niet deelgenomen hebben aan het test event voor de Olympische spelen, maar wel kanshebbers zijn voor Olympische medailles. En bij de dames is ervoor gekozen om op dit EK alleen jonge turnsters (Tisha Volleman en Mara Titarsolej) te laten turnen, zodat zij meer ervaring kunnen op te doen.
Junior Luuk van den Broek liep tijdens de warming up een knie blessure op waardoor hij niet meer kon deelnemen aan de wedstrijden.

#### Senioren

##### Mannen
- Yuri van Gelder (onder de naam Lambertus van Gelder)

##### Vrouwen
- Tisha Volleman
- Mara Titarsolej

#### Junioren

##### Mannen
- Loran de Munck
- Jermain Gruenberg
- Alex Klinkenberg
- Max Kooistra
- Luuk van den Broek

##### Vrouwen
- Juliette Berens
- Bogumila Rossen
- Marieke van Egmond
- Sanna Veerman
- Naomi Visser

### Mannen finales
| Onderdeel            | Plaats | Turner          | Score   | Rang     |
| -------------------- | ------ | --------------- | ------- | -------- |
| Meerkamp Team        | 9e     | België          | 236,694 | Junioren |
| Meerkamp Team        | 21e    | Nederland       | 226,694 | Junioren |
| Meerkamp Individueel | 14e    | Takumi Onoshima | 78,931  | Junior   |
| Meerkamp Individueel | 18e    | Max Kooistra    | 78,564  | Junior   |
| Meerkamp Individueel | 21e    | Noah Kuavita    | 78,189  | Junior   |
| Ringen               | 4e     | Yuri van Gelder | 15,566  | Senior   |
| Ringen               | 7e     | Dennis Goossens | 15,233  | Senior   |

### Vrouwen finales
| Onderdeel            | Plaats | Turnster          | Score   | Rang     |
| -------------------- | ------ | ----------------- | ------- | -------- |
| Meerkamp Team        | 8e     | België            | 157,628 | Junioren |
| Meerkamp Team        | 9e     | Nederland         | 156,729 | Junioren |
| Meerkamp Individueel | 7e     | Rinke Santy       | 52,599  | Junior   |
| Meerkamp Individueel | 14e    | Maellyse Brassart | 51,833  | Junior   |
| Meerkamp Individueel | 16e    | Sanna Veerman     | 51,598  | Junior   |
| Balk                 | 6e     | Gaëlle Mys        | 14,066  | Senior   |
| Vloer                | 5e     | Mara Titarsolej   | 13,933  | Senior   |
| Vloer                | 7e     | Gaëlle Mys        | 13,666  | Senior   |
| Vloer                | 7e     | Naomi Visser      | 13,200  | Junior   |